# スーパーフェニックス

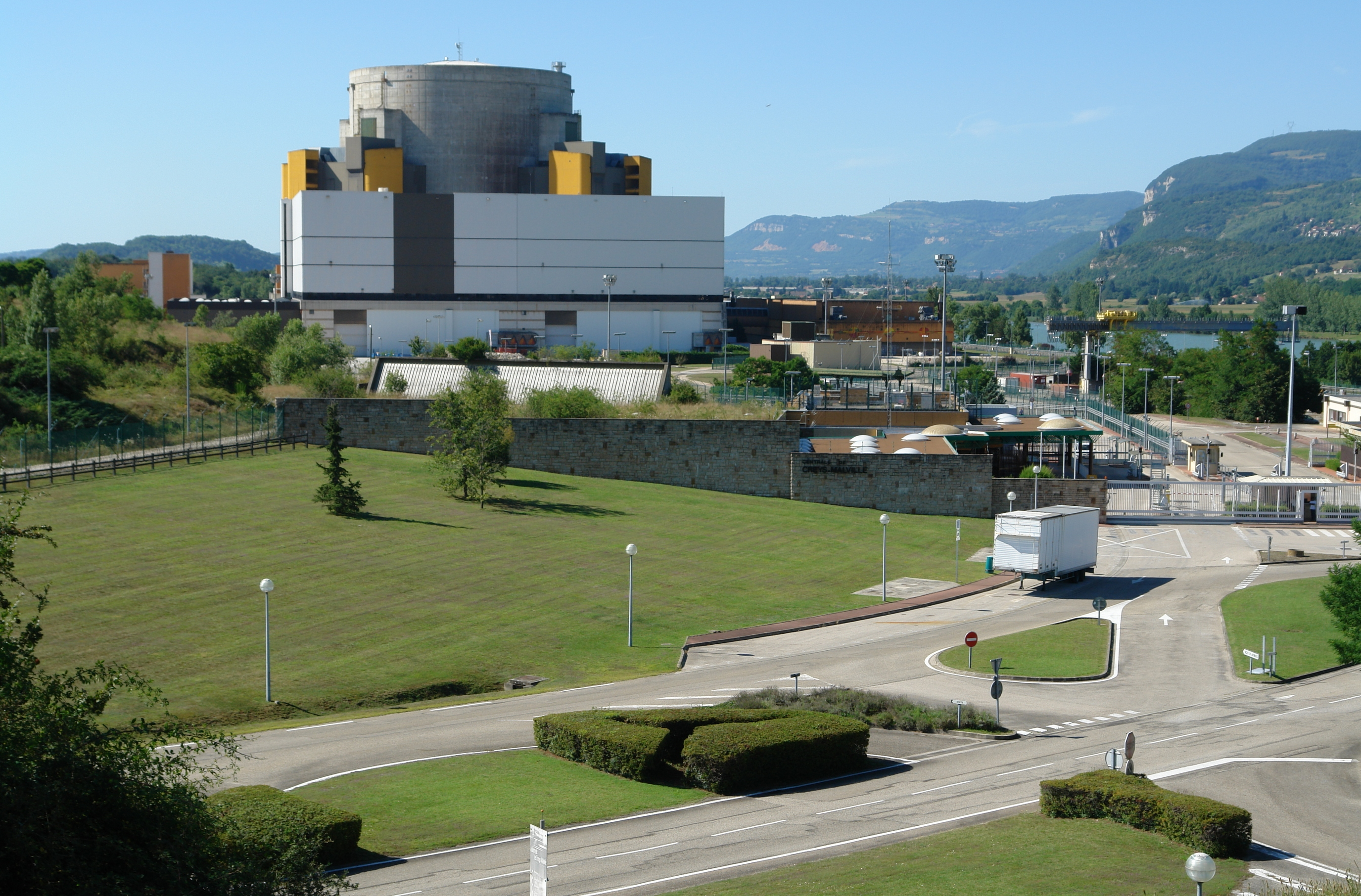
スーパーフェニックス原子力発電所

スーパーフェニックス(仏: Superphénix or SPX)は、フランスの高速増殖炉である。現在は廃炉。
スーパーフェニックス原子力発電所は、スイス国境に近いクレイマルビルのローヌ川沿いに建設された。本格的に稼働を開始したのは1986年であるが、その後燃料漏れや冷却システムの故障が相次ぎ、1990年7月に一旦稼働を停止。
1994年8月に運転を再開したが、その時には実証炉としてではなく核廃棄物を燃焼させる実験炉としての再スタートであった。しかし、最終的にフランス政府は1998年2月に閉鎖を正式決定し、同年12月に運転を終了した。フランスは後継のスーパーフェニックスIIを凍結し、新たに高速増殖炉ASTRIDの開発を進めたものの。2019年9月に計画の放棄を発表した。

## 歴史
スーパーフェニックスの設計は1968年に始められた。これは、より小規模な液体金属冷却型(LMFBR)のフェニックスの建設が始められたのと同年のことであり、黒鉛ガス型の設計が廃止されたことを承けてのものであった。

建設が承認されたのは1972年であり、建設は1974年から1981年まで続いた。しかし、発電は1985年まで開始されなかった。建設コストは建設中に急速に暴騰した。発電所はNERSAコンソーシアムによって運営された。NERSAコンソーシアムは、フランス電力公社(EDF)が51%、イタリアの電力会社であるエネル(Enel)が33%、ドイツの電力会社であるSBKが16%を出資した。
建設中には多くの一般人の反対があった。1977年7月に行われた60,000人の抗議の行進は、フランス共和国保安機動隊(CRS)によって死者と百人以上の重軽傷者を出した。

## 設備
- 原子炉形式：高速増殖炉(タンク型)
- 着工:1977年5月
- 臨界：1985年9月7日
- 電気出力：120万kW
- 運転終了：1998年12月31日